# Efatsy Anandroza
Efatsy Anandroza is een plaats en commune in het zuiden van Madagaskar, behorend tot het district Farafangana, dat gelegen is in de regio Atsimo-Atsinanana. Tijdens een volkstelling in 2001 telde de plaats 10.750 inwoners.
De plaats biedt alleen lager onderwijs aan. 81% van de bevolking werkt als landbouwer en 8 % verdient zijn brood als veehouder. De belangrijkste landbouwproducten zijn rijst en koffie; andere belangrijke producten zijn casave en peper. Verder is 10 % actief in de dienstensector en werkt 1% in de visserij.